# Maria Manuela Mendes da Silva
Maria Manuela Mendes da Silva (Porto, 9 de Fevereiro de 1948) é uma artista plástica portuguesa.

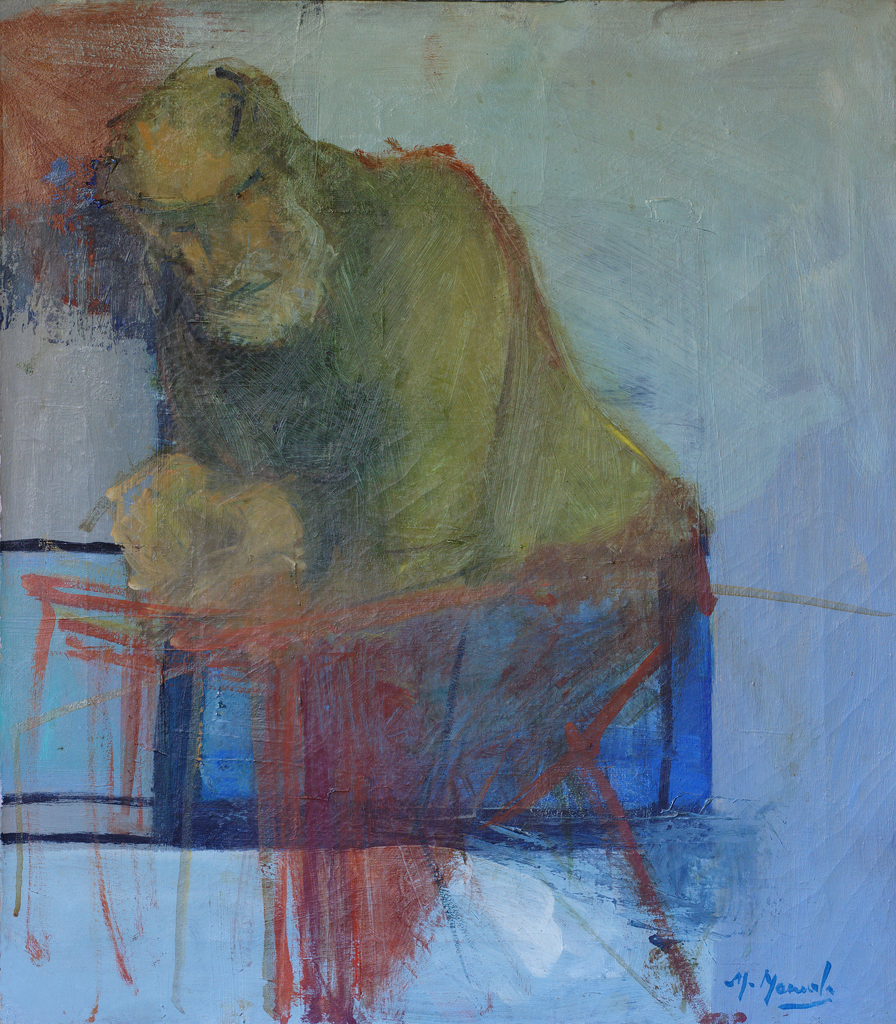
Retrato de Sr.Antonio, óleo sobre tela

## Biografia
Primeira filha do pintor e aguarelista José Bastos, desde cedo demonstrou bastante interesse pela pintura, sendo incentivada tanto pelo pai José Bastos como pelo avô, o também pintor Mestre Mendes da Silva. Inscreve-se na então Escola Superior de Belas-Artes do Porto em 1966, onde se licencia em Pintura, começando a leccionar desenho no que era então a Escola Industrial e Comercial de Gondomar.
A sua obra pode ser caracterizada inicialmente por um estilo figurativo, evoluindo mais tarde para um estilo mais Gestualista, onde procura transpôr para o óleo sobre tela, e acrílico sobre tela as transparências da aguarela.
Casa-se em 1972 com o arquitecto Luis Manuel Barrancos Fernandes, que paralelamente à carreira de arquitecto, continuou a desenvolver trabalho ao nível do desenho, principalmente na técnica de carvão e grafite.

## Obra

### Obra e mostras1966-2004

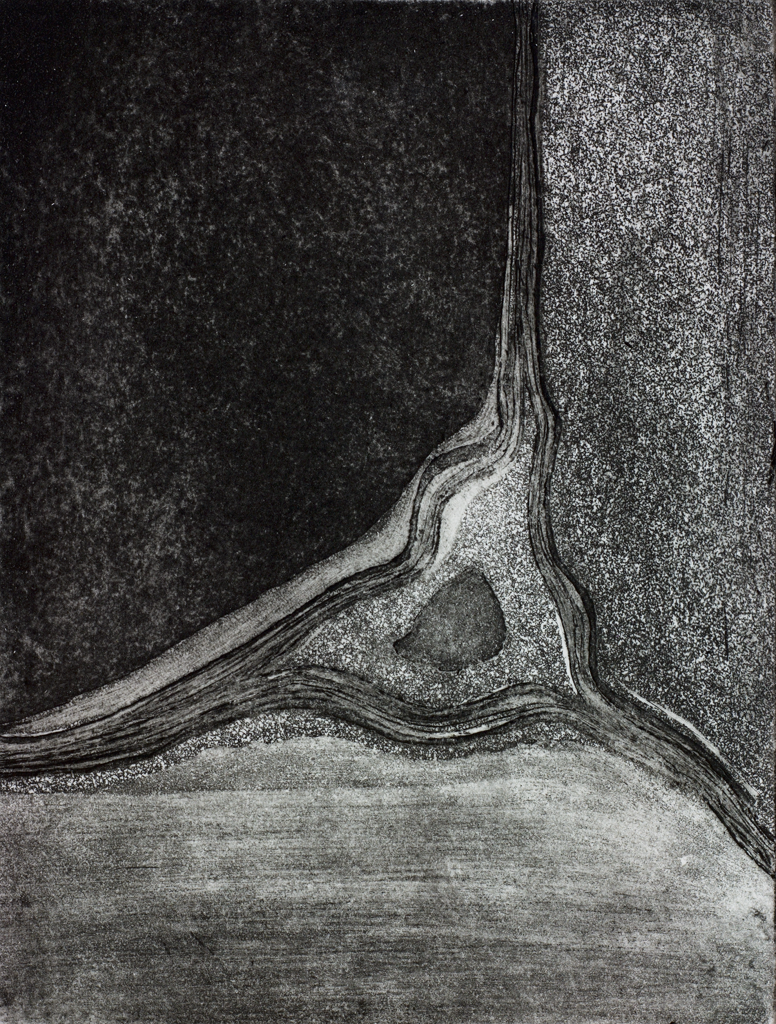
Sem título, zincogravura

- 1982, 1984, 1985, 1988, 1991 no Ateneu Comercial do Porto
- 1992, na Escola Secundária Alexandre Herculano
- 1995, no Ateneu Comercial do Porto
- 2000, na Galeria da Restauração, no Porto
- 2001, na Ordem dos Médicos, no Porto
- 2003, no Europarque, na Vila da Feira
- 2004, na Galeria da Livraria Letras & Conchas, em Leça da Palmeira

### Obra2004- presente
- 2006 "Alegoria I", na Galeria Artesis, em Vila Nova de Gaia
- 2006 "Alegoria II", no Clube Literário do Porto
- 2006 "A Imaginária Linha", no Auditório da Câmara Municipal de Gondomar
- 2007 "Formas do Tempo", no Clube Literário do Porto
- 2008 "Albedo", no Clube Literário do Porto
- 2008 "Alegoria III", na Galeria do Café Majestic.
- 2008 "Gestalt", no Fórum da Maia, na cidade da Maia.

## Filmografia
"No Meu Atelier do Porto", filme realizado por Álvaro Queiroz, consta dos arquivos da Cinemateca Portuguesa - Arquivo Nacional das Imagens em Movimento ANIM.